# Myrmoderus eowilsoni
El hormiguero de la Cordillera Azul (Myrmoderus eowilsoni), es una especie de ave paseriforme de la familia Thamnophilidae perteneciente al género Myrmoderus. Descrito para la ciencia en 2018, es endémico de una pequeña región del centro norte de Perú.

## Distribución y hábitat

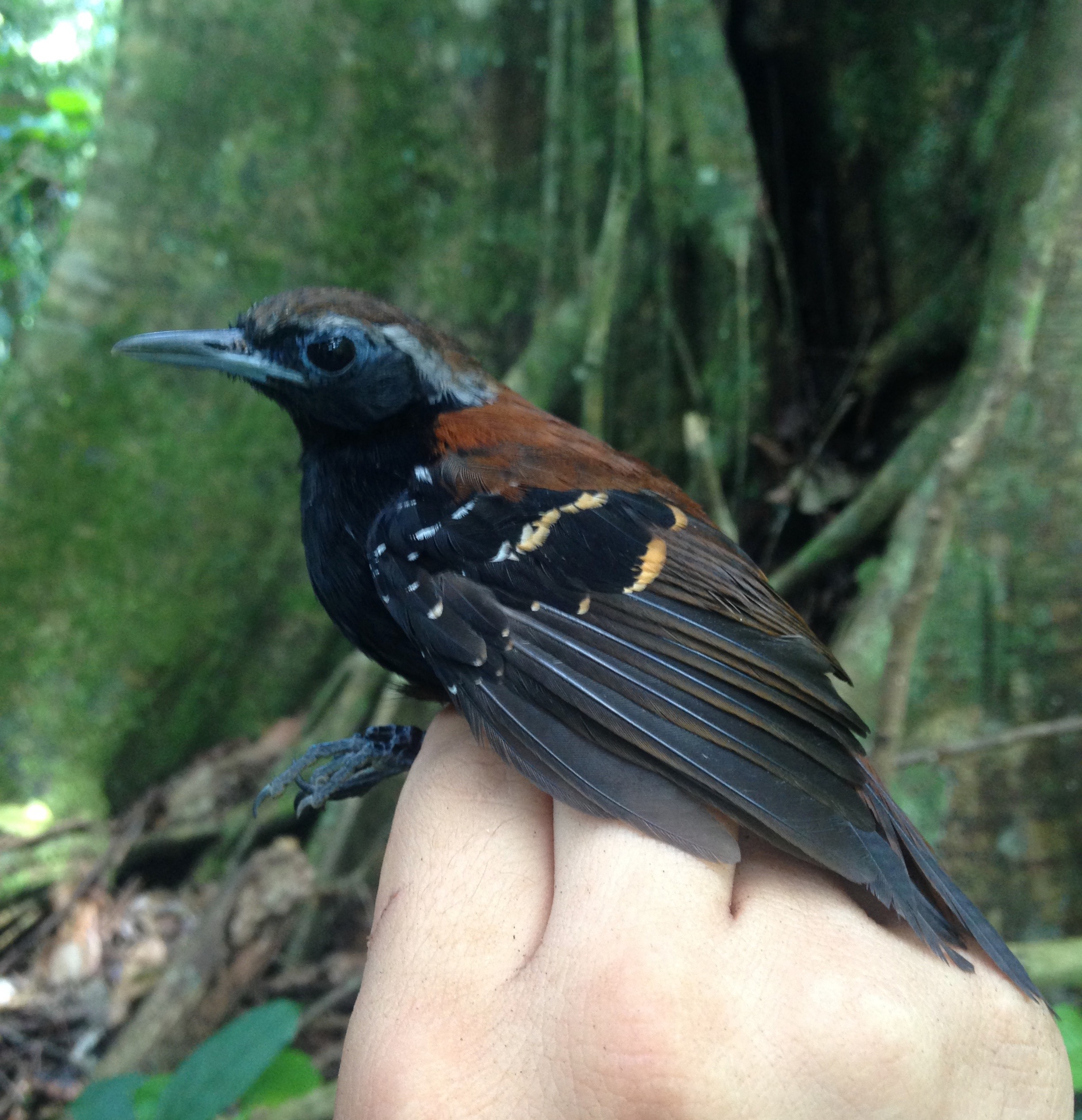
Este pájaro hormiguero vive en las selvas húmedas y montañosas.

La presente especie es actualmente conocida apenas alrededor de la localidad tipo, en la cadena Flor de Café, Cordillera Azul, San Martín, Perú, entre 1340 y 1670 m de altitud. Esta distribución abarca apenas 15 km²; sin embargo, extrapolando la zona para incluir hábitats entre 1300 y 1700 m en la misma cadena, se aumenta el rango para cerca de 78 km². Los autores de la descripción sugieren ser muy posible que esta especie se encuentre en otras cadenas dentro de la Cordillera Azul, tal vez más lejos, en la Cordillera El Sira. A pesar de no haber sido encontrado en múltiples levantamientos ornitológicos en la Cordillera Azul desde los años 1990, todavía existen cerca de 2480 km² de hábitat entre 1300 y 1700 m de altitud en la Cordillera Azul que pueden ser adecuados para esta especie, la mayor parte dentro del parque nacional Cordillera Azul.
El hábitat de la especie parece restringirse a selvas húmedas montanas de alta estatura, con un sotobosque intacto caracterizado por pequeños árboles (con diámetro entre 5 y 10 cm) y helechos, muchos troncos cubiertos de musgo y gran cantidad de materia de hojas muertas en el suelo.

## Sistemática

### Descripción original
La especie M. eowilsoni fue descrita por primera vez por el grupo de ornitólogos estadounidenses y peruanos Andre E. Moncrieff, Oscar Johnson, Daniel F. Lane, Josh R. Beck, Fernando Angulo y Jesse Fagan en 2018 bajo el mismo nombre científico; localidad tipo «2,5 km oeste-noroeste de Flor de Café, Cordillera Azul, región de San Martín, Perú (7.3908S, 76.3208W)); elevación 1570 m.s.n.m». El holotipo, un macho, depositado en el Centro de Ornitología y Biodiversidad (CORBIDI) con el número AV-12381, fue colectado y preparado el 12 de julio de 2016 por Andre Moncrieff.

### Etimología
El nombre genérico masculino «Myrmoderus» deriva del griego «murmos»: hormiga y «derō»: azote, garrote; significando «destruidor de hormigas»; y el nombre de la especie «eowilsoni» conmemora al científico y conservacionista estadounidense Edward Osborne Wilson (1921 – ).

### Taxonomía
Tanto los análisis genético-moleculares, como morfológicos y comportamentales, indican que M. eowilsoni está hermanado con Myrmoderus ferrugineus.
La especie fue reconocida como válida mediante la aprobación de la Propuesta N° 763 al Comité de Clasificación de Sudamérica en enero de 2018.